# Johan Peter Falck
Johan Peter Falck , auch Johann und Falk oder Pehr Falk, (* 26. November 1732 in Broddetorp, Västergötland; † 20. Märzjul. / 31. März 1774greg. in Kasan) war ein schwedischer Naturforscher. Sein botanisches Autorenkürzel ist Falk.

## Leben
Falck war der Sohn von Peter Falck und Benta (geborene Vinge). Er studierte ab 1751 an der Universität Uppsala und promovierte dort bei Carl von Linné. Am 23. Juni 1762 verteidigte er seine Dissertation mit dem Thema: Planta Alströmeria. Er war zudem bei Linné als Lehrer für dessen Sohn beschäftigt.
Ab 1765 war er Professor für Medizin und Botanik in Sankt Petersburg. 1768 wurde er beauftragt, die Expedition des deutschen Geographen Peter Simon Pallas nach Sibirien zu begleiten. Die Zarin Katharina II. hat sie finanziert. Während der Expedition wurde er krank und depressiv. Die Expedition war schon auf dem Rückweg, als er 1773 unter starken Halluzinationen, Paranoia und Angstzuständen litt und durch seine Krankheit geschwächt den Winter in Kasan verbrachte. Er versuchte mit Opium seine Beschwerden zu lindern, was jedoch seinen Zustand verschlechterte. Im März 1774 wurde er von seinem Kollegen Johann Gottlieb Georgi, der ebenfalls an der Expedition teilgenommen hatte, tot aufgefunden. Er hatte sich mit einem Pistolenschuss das Leben genommen.
Georgi, der viele Bücher des Linnaeus ins Deutsche übersetzte, brachte die Manuskripte Falcks nach Sankt Petersburg und veröffentlichte die Reisenotizen in Beyträge zur topographischen Kenntniss des russischen Reichs I-III (1785–1786).

## Dedikationsnamen
Sein Kollege und ebenfalls Doktorand von Linné, Carl Peter Thunberg, widmete ihm 1781 die botanische Gattung Falckia aus der Pflanzenfamilie der Windengewächse.